# 小行星1249
小行星1249（1249 Rutherfordia）是一颗围绕太阳公转的小行星。1932年11月4日，卡爾·威廉·萊茵姆特在海德堡发现了此天体。
該小行星以美國紐澤西州的城鎮拉瑟福德命名。這個命名是由歐文·邁耶（Irving Meyer） 提出，並得到德國天文學家古斯塔夫·斯特拉克（Gustav Stracke）的贊同，他在1937年2月的明信片上提到，他的美國大學邁耶本人並沒有發現任何小行星，但他要求以拉瑟福德命名，因為當時該市有一座私人天文台。這個名字經常被錯誤地歸功於物理學家和諾貝爾獎得主歐尼斯特·拉塞福。
这颗小行星的绝对星等为223.1434833303019等。